# Cohors I Bracaraugustanorum (Moesia)
Die Cohors I Bracaraugustanorum [civium Romanorum] [equitata] (deutsch 1. Kohorte aus Bracara Augusta [der römischen Bürger] [teilberitten]) war eine römische Auxiliareinheit. Sie ist durch Militärdiplome und Inschriften belegt. In einigen Diplomen von 120 bis 157 wird sie als Cohors I Bracarorum bezeichnet.

## Namensbestandteile
- Bracaraugustanorum bzw. Bracarorum: aus dem conventus Bracara Augusta bzw. der Bracarer. Die Soldaten der Kohorte wurden bei Aufstellung der Einheit auf dem Gebiet des conventus (iuridicus) Bracara Augusta (mit der Hauptstadt Bracara Augusta) rekrutiert.[1]

- civium Romanorum: der römischen Bürger. Den Soldaten der Einheit war das römische Bürgerrecht zu einem bestimmten Zeitpunkt verliehen worden. Für Soldaten, die nach diesem Zeitpunkt in die Einheit aufgenommen wurden, galt dies aber nicht. Sie erhielten das römische Bürgerrecht erst mit ihrem ehrenvollen Abschied (Honesta missio) nach 25 Dienstjahren. Der Zusatz kommt in Militärdiplomen von 120 bis 146 vor.

- equitata: teilberitten. Die Einheit war ein gemischter Verband aus Infanterie und Kavallerie.

Da es keine Hinweise auf den Namenszusatz milliaria (1000 Mann) gibt, war die Einheit eine Cohors quingenaria equitata. Die Sollstärke der Kohorte lag bei 600 Mann (480 Mann Infanterie und 120 Reiter), bestehend aus 6 Centurien Infanterie mit jeweils 80 Mann sowie 4 Turmae Kavallerie mit jeweils 30 Reitern.

## Geschichte
Die Kohorte war in den Provinzen Dalmatia, Moesia und Moesia inferior (in dieser Reihenfolge) stationiert. Sie ist auf Militärdiplomen für die Jahre 69/79 bis 157 n. Chr. aufgeführt.
Die Einheit wurde vermutlich unter Augustus aufgestellt; möglicherweise während des Pannonischen Aufstands (oder kurz danach) wurde sie in der Provinz Dalmatia stationiert. Zu einem unbestimmten Zeitpunkt wurde die Einheit in die Provinz Moesia verlegt, wo sie erstmals durch ein Diplom nachgewiesen ist, das auf 69/79 datiert ist. In dem Diplom wird die Kohorte als Teil der Truppen (siehe Römische Streitkräfte in Moesia) aufgeführt, die in der Provinz stationiert waren. Weitere Diplome, die auf 75 bis 157 datiert sind, belegen die Einheit in derselben Provinz (bzw. ab 92 in Moesia Inferior).
Möglicherweise nahm die Kohorte an den beiden Dakerkriegen und am Partherkrieg Trajans teil und erhielt für ihre Leistungen in einem dieser Feldzüge die Auszeichnung civium Romanorum. Vermutlich im 2. Jh. war eine Vexillation der Einheit auf dem Gebiet des Chersonesus Taurica stationiert, wo eine Inschrift gefunden wurde.

## Standorte
Standorte der Kohorte in Dalmatia waren möglicherweise:
- Bigeste (Humac): Inschriften[7] wurden hier gefunden.

## Angehörige der Kohorte
Folgende Angehörige der Kohorte sind bekannt.

### Kommandeure
| - [?], ein Präfekt (CIL 12, 1358) - M(arcus) Acilius [P]riscus, ein Präfekt (AE 1955, 169) | - Ti(berius) Claud[], vermutlich ein Präfekt (AE 1994, 957) - Ti(berius) Claudius Claud[i]anus, ein Präfekt (CIL 3, 1773) |

### Sonstige
| - [?], ein Soldat (ILJug-03, 01929) - Aurelius Valerianus - Aurelius Maximus Daezerus - Bicanus, ein Centurio (D 09160) - Crispus, ein Reiter (AE 2000, 1179) | - M(arcus) Maecilius, ein Soldat (D 09160) - Meduttus, ein Soldat (AE 1907, 249) - Tiro, ein Decurio (AE 2000, 1179) - Tures, ein Reiter (AE 2000, 1178) - Veranus, ein Reiter (AE 2000, 1179) |

## Weitere Kohorten mit der BezeichnungCohors I Bracaraugustanorum
Es gab noch eine weitere Kohorte mit dieser Bezeichnung, die Cohors I Bracaraugustanorum (Dacia). Sie ist durch Militärdiplome von 122 bis 167/168 belegt und war in der Provinz Dacia inferior stationiert.